# Lesson Learned
Lesson Learned – czwarty singel amerykańskiego zespołu muzycznego Alice in Chains, promujący opublikowany we wrześniu 2009 album studyjny Black Gives Way to Blue. Ukazał się 22 czerwca 2010. Autorem tekstu i kompozytorem jest Jerry Cantrell. „Lesson Learned” zamieszczony został na ósmej pozycji. Czas trwania wynosi 4 minuty i 17 sekund, co sprawia, że należy do jednego z krótszych utworów wchodzących w skład płyty.

## Znaczenie tekstu, budowa utworu
Warstwę liryczną autorstwa Jerry’ego Cantrella można interpretować na wiele różnych sposobów. Wers: „Take a simple faithful turn, hope enough to stop the bleeding” odnosi się do okresu, gdy muzyk zmagał się z uzależnieniem od leków po śmierci swojej matki Glorii w roku 1987. Gitarzysta dostrzega także wiarę, która pozwoliła mu uporać się z depresją. W jednym z wywiadów, wokalista William DuVall odniósł się do interpretacji tekstu: „To oczywiste, że ten obraz ma wiele znaczących dla nas momentów. I pewnie nie tylko dla nas. Od życia dostajemy wiele blizn, dosłownie i w przenośni. Wszystko zależy od tego jak potraktujesz te blizny i jak postąpisz w przyszłości, czy wyciągniesz jakieś wnioski. To jest w sumie taka myśl przewodnia całego albumu”.
Utwór cechuje się charakterystycznym, nisko nastrojonym, ciężkim gitarowym brzmieniem, według schematu stosowanego przez zespół Eb-Ab-Db-Gb-Bb-Eb, utrzymanym w średnim tempie. Partie wokalu prowadzącego sprawuje Cantrell. Harmonie wokalne z DuVallem występują w połowie trwania zwrotek i refrenach.

## Teledysk
Wideoklip „Lesson Learned” zrealizowany został w 2010. Premiera nastąpiła 22 września na portalu internetowym Yahoo! Music. Reżyserią zajął się Paul Matthaeus, znany z wielokrotnie nagradzanych produkcji dla stacji HBO, takich jak Czysta krew czy Sześć stóp pod ziemią. Za produkcję odpowiedzialni są Bobby Hougham i Sevrin Daniels z Blank Design. Teledysk składa się z 6 tys. zdjęć zszytych ze sobą, co daje efekt wizualnych stop-ramek animowanych. Fabuła wideoklipu skupia się na młodej parze, która powoli ujawnia swoje emocjonalne i psychiczne blizny. Zdjęcia realizowano w opuszczonym budynku przemysłowym.

## Wydanie
Singel opublikowany został 22 czerwca 2010. 2 października osiągnął 25. lokatę notowania Alternative Songs, pozostając w zestawieniu przez trzynaście tygodni. 4 września dotarł do 4. pozycji Mainstream Rock Songs, gdzie utrzymał się przez dwadzieścia tygodni. 25 września „Lesson Learned” osiągnął 10. lokatę na liście Billboard Hot Rock Songs. 26 grudnia dotarł do 2. pozycji notowania listy przebojów Programu Trzeciego, gdzie spędził dwadzieścia dwa tygodnie.

## Odbiór

### Krytyka
Rich Hanscomb z Drowned in Sound napisał: „Jak Cantrell i DuVall drgnęli w doskonałym, bolesnym zjednoczeniu na wyśmienitych odruchach «Lesson Learned»: «In your darkest hour/You strike gold»”. Andrew Blackie z PopMatters podkreśla „średnie tempo i rezygnację”. Caren Gibson z brytyjskiego miesięcznika „Metal Hammer” zwraca uwagę na „charakterystyczną gitarę Cantrella, dzięki której zespół przypomina swoje klasyczne brzmienie”.

## Utwór na koncertach
„Lesson Learned” zadebiutował na żywo podczas występu zespołu w programie telewizyjnym Later... with Jools Holland w Londynie 10 listopada 2009, w ramach Black Gives Way to Blue Tour. Kompozycja była także regularnie prezentowana na żywo w trakcie trwania mini tournée Blackdiamondskye w 2010.

## Lista utworów na singlu
singel CD (509996 46586 2 9):
| Nr | Tytuł utworu     | Autorzy        | Długość |
| -- | ---------------- | -------------- | ------- |
| 1. | „Lesson Learned” | Jerry Cantrell | 4:17    |

## Twórcy
Opracowano na podstawie materiału źródłowego:
Alice in Chains
- William DuVall – gitara rytmiczna, wokal wspierający
- Jerry Cantrell – śpiew, gitara prowadząca
- Mike Inez – gitara basowa
- Sean Kinney – perkusja

Produkcja
- Producent muzyczny: Nick Raskulinecz
- Inżynier dźwięku: Nick Raskulinecz, Paul Figueroa
- Mastering: Ted Jensen w Sterling Sound, Nowy Jork
- Miksowanie: Randy Staub w Henson Recording Studios, Los Angeles i The Warehouse Studio, Vancouver

- Aranżacja: Jerry Cantrell
- Tekst utworu: Jerry Cantrell

## Notowania
| Lista (2010)                                 | Pozycja |
| -------------------------------------------- | ------- |
| Alternative Songs (Stany Zjednoczone)        | 25      |
| Billboard Hot Rock Songs (Stany Zjednoczone) | 10      |
| Lista przebojów Programu Trzeciego (Polska)  | 2       |
| Mainstream Rock Songs (Stany Zjednoczone)    | 4       |

### Notowania końcoworoczne
| Lista (2010)                                 | Pozycja |
| -------------------------------------------- | ------- |
| Billboard Hot Rock Songs (Stany Zjednoczone) | 41      |